# Anomiopsyllus amphibolus
Anomiopsyllus amphibolus är en loppart som beskrevs av Wagner 1936. Anomiopsyllus amphibolus ingår i släktet Anomiopsyllus och familjen mullvadsloppor. Inga underarter finns listade i Catalogue of Life.